# Ka-137 (航空機)
Ka-137
Tu-143 "Reys"
- 用途：偵察
- 分類：UAV
- 製造者：カモフ

カモフ Ka-137とは、偵察、警備、環境監視、緊急用、データ伝送用などの様々な任務に向けて設計された無人多用途ヘリコプターである。以前にはMBVK-137と呼ばれていた。Ka-137は3種類の派生型が製作されている。一つは艦載型、一つは車両搭載型、もう一種がKa-32ヘリコプターに積むものである。本機はピストンエンジンを使用し、二重反転ローター機構で飛行し、尾翼のない事が特徴である。胴体は球形でリーフスプリングを組み込んだ4本脚の降着装置を持つ。センサー群と他装備品は特別な装備品用区画に配置されている。

## 諸元
- 主要諸元
  - 乗員：地上操作要員として1名
  - 搭載容量：内部輸送区画に80kg
  - 直径：1.30m
  - 全高：2.30m
  - 全備重量：280kg
  - 主エンジン：Hirth 2706-R05、1基、50kW (65hp)
  - 主ローター直径：5.30m
  - 主ローター旋回範囲：8.3平方m

- 性能
  - 最大速度：175km/h
  - 航続距離：530km
  - 滞空時間：4時間
  - 実用上昇限度：5,000m